# Francesco Manna
Francesco Giuseppe Manna (Aversa, 3 agosto 1989) è un fumettista italiano, conosciuto principalmente per i suoi lavori in Marvel Comics sulle testate di Carnage, Predator e The Rise of Ultraman, quest'ultima realizzata in collaborazione con la Tsuburaya Productions.

## Carriera
Si diploma presso la sede romana della Scuola Internazionale di Comics nel 2011 ed esordisce da subito nel mercato americano collaborando con le case editrici Zenoscope e Avatar Press. Per quest'ultime disegna rispettivamente le serie Grimm Fairy Tales e un arco narrativo di Crossed: Badlands su testi di David Lapham. Nel 2014 inizia a lavorare per Dynamite Entertainment, disegnando alcuni numeri delle testate Army of Darkness, Vampirella, Sword of Sorrow e Dejah Thoris, e per Top Cow Productions, disegnando alcuni numeri di Witchblade. Successivamente approda anche nel mercato francese lavorando alla serie Le Cimetière des âmes, scritta da Eric Corbeyran e pubblicata da Glénat. 
Nel 2017, dopo aver disegnato due numeri della testata Doctor Who: The Twelfth Doctor pubblicata da Titan Comics, fa il suo debutto in Marvel Comics sulla testata Old Man Logan scritta da Ed Brisson. Nei successivi due anni lavora a numerose serie minori della casa delle idee, tra cui Cloak e Dagger, Journey into Unknown Worlds, Bizzarre Adventure, Champions, Cable and Deadpool, The Prodigal Sun e Tony Stark: Iron Man. Tra il 2019 e il 2020, gli vengono assegnate testate di maggior rilievo come The Amazing Spider-Man, Avengers, Capitan Marvel e Fantastici Quattro. Inoltre l'editore lo sceglie come disegnatore del progetto The Rise of Ultraman scritto da Kyle Higgins e Mat Groom, una collaborazione tra Marvel e Tsuburaya Productions che si propone di rilanciare il capostipite degli eroi Tokusatsu presso il pubblico occidentale. Il buon riscontro della serie genererà inoltre un seguito, The Trials of Ultraman, realizzato dallo stesso team artistico.
Nel 2021 ottiene la sua prima serie regolare in Marvel, diventando il principale disegnatore della nuova testata di Carnage scritta da Ram V. L'anno dopo torna a collaborare con Kyle Higgins al one-shot Supermassive. Entra così a far parte del team artistico del Massive-Verse, universo narrativo creato dallo stesso Higgins per Image Comics, segnando ufficialmente il suo debutto per questo editore.
Nel 2024 disegna, nuovamente su testi di Ed Brisson, la miniserie Predator: The Last Hunt, e debutta per l'editore Boom!Studios con la serie BRZRKR: A Faceful of Bullets, spin-off della serie principale di BRZRKR ideata da Keanu Reeves e Matt Kindt scritto da Jason Aaron, con il quale aveva già collaborato su Avengers.